# Аттрактор Рёсслера

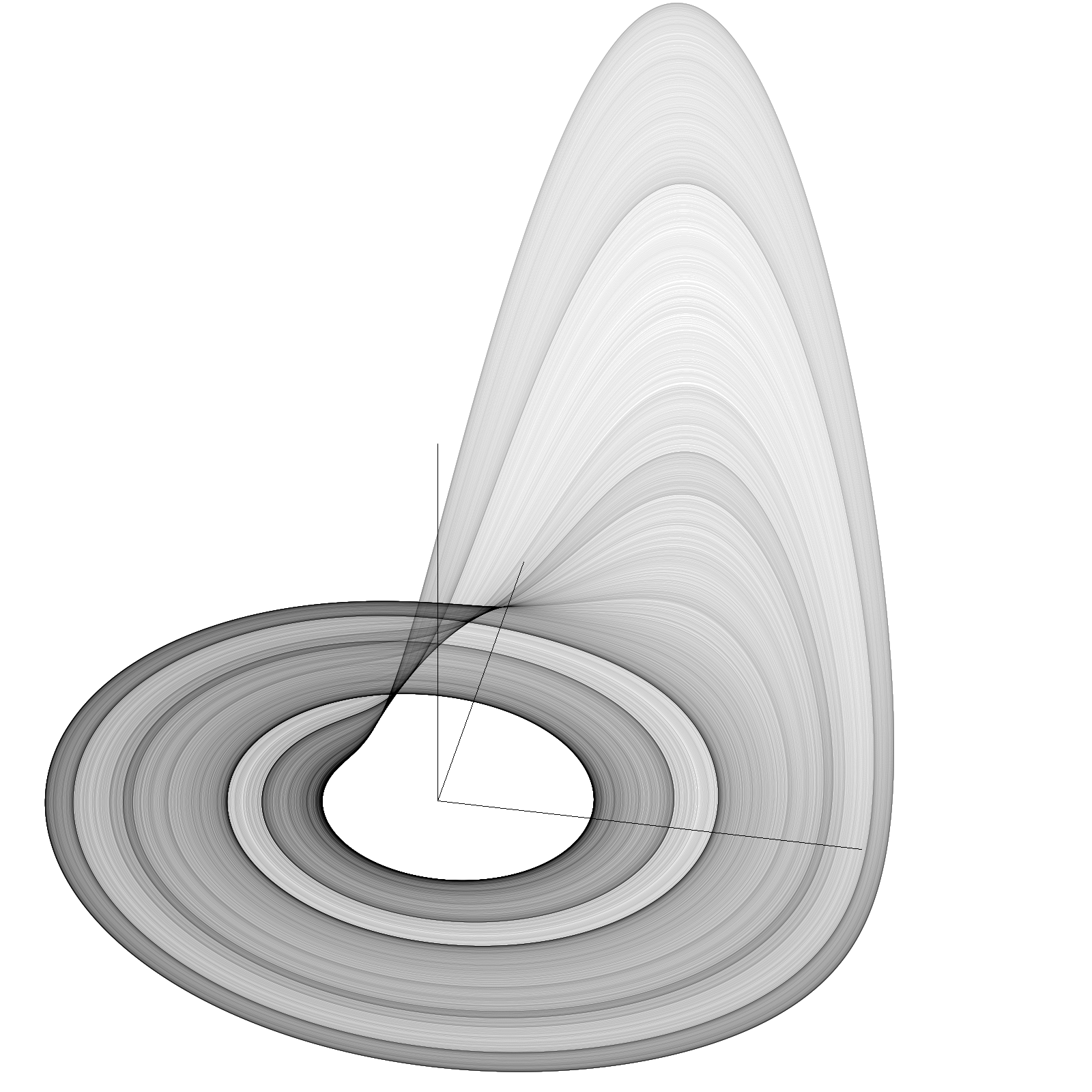
Аттрактор Рёсслера

Аттрактор Рёсслера — хаотический аттрактор, которым обладает система дифференциальных уравнений Рёсслера:
{\displaystyle \left\{{\begin{matrix}{\frac {dx}{dt}}=-y-z\\{\frac {dy}{dt}}=x+ay\\{\frac {dz}{dt}}=b+z(x-c)\end{matrix}}\right.} ;
где {\displaystyle a,b,c} — положительные постоянные. При значениях параметров {\displaystyle a=b=0.2} и {\displaystyle 2.6\leq c\leq 4.2} уравнения Рёсслера обладают устойчивым предельным циклом. При этих значениях параметров в системе происходит 
каскад удвоения периода. При {\displaystyle c>4.2} возникает хаотический аттрактор. Чётко определённые линии предельных циклов расплываются и заполняют фазовое пространство бесконечным множеством траекторий, обладающим свойствами фрактала.
Сам Рёсслер изучал систему при постоянных {\displaystyle a=0.2}, {\displaystyle b=0.2} и  {\displaystyle c=5.7}, но также часто используются и значения {\displaystyle a=0.1}, {\displaystyle b=0.1}, и {\displaystyle c=14}.

### Анализ поведения системы в плоскости
Два из уравнений системы Рёсслера линейны. При {\displaystyle z=0} они принимают вид
{\displaystyle \left\{{\begin{matrix}{\frac {dx}{dt}}=-y\\{\frac {dy}{dt}}=x+ay\end{matrix}}\right.}
Поэтому устойчивость движения в плоскости {\displaystyle z=0} определяется собственными значениями матрицы Якоби {\displaystyle {\begin{pmatrix}0&-1\\1&a\\\end{pmatrix}}}, которые равны {\displaystyle {\frac {a\pm {\sqrt {a^{2}-4}}}{2}}}. 

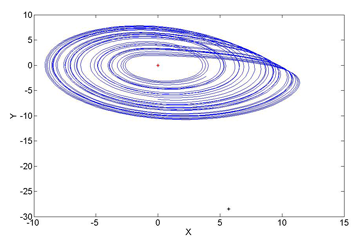
Проекция аттрактора Рёсслера на плоскость при,,. Красная точка в середине спирали и
черная точка внизу
слева - неподвижные точки системы дифференциальных уравнений Рёсслера.

Когда {\displaystyle 0<a<2}, собственные значения имеют положительную вещественную часть и комплексно сопряжены. Поэтому фазовые траектории расходятся от начала координат по спирали. Теперь проанализируем изменение координаты {\displaystyle z}, считая {\displaystyle 0<a<2}. Пока {\displaystyle x} меньше {\displaystyle c}, множитель {\displaystyle x-c} в уравнении на 
{\displaystyle {\frac {dz}{dt}}} будет удерживать траекторию близкой к плоскости {\displaystyle x,y}. Как только {\displaystyle x} станет больше {\displaystyle c}, {\displaystyle z}-координата начнёт расти. В свою очередь, большой параметр {\displaystyle -z} начнёт тормозить рост {\displaystyle x} в {\displaystyle {\frac {dx}{dt}}}.

### Неподвижные точки
Уравнения на неподвижные точки можно найти, положив производные в системе уравнений Рёсслера равными нулю. В результате оказывается, что существует две неподвижные точки:
{\displaystyle \left({\frac {c+{\sqrt {c^{2}-4ab}}}{2}},{\frac {-c-{\sqrt {c^{2}-4ab}}}{2a}},{\frac {c+{\sqrt {c^{2}-4ab}}}{2a}}\right)}
{\displaystyle \left({\frac {c-{\sqrt {c^{2}-4ab}}}{2}},{\frac {-c+{\sqrt {c^{2}-4ab}}}{2a}},{\frac {c-{\sqrt {c^{2}-4ab}}}{2a}}\right)}
Как видно на изображении проекции аттрактора Рёсслера выше, одна из этих точек расположена в центре 
спирали аттрактора, а другая находится далеко от неё.

#### Изменение параметров a, b и c
Поведение аттрактора Рёсслера в сильно зависит от значений постоянных параметров. Изменение каждого параметра даёт определённый эффект, в результате чего в системе может возникнуть устойчивая неподвижная точка, предельный цикл или решения системы станут «убегать» на бесконечность.
Бифуркационные диаграммы являются стандартным инструментом для анализа поведения динамических систем, в том числе и аттрактора Рёсслера. Они создаются путём решения уравнений системы, где фиксируются две переменные и изменяется одна. При построении такой диаграммы получаются почти полностью «закрашенные» регионы; это и есть область динамического хаоса.

#### Изменение параметра a
Зафиксируем {\displaystyle b=0.2}, {\displaystyle c=5.7} и будем изменять {\displaystyle a}.
В итоге опытным путём получим такую таблицу:
- {\displaystyle a\leq 0}: Сходится к устойчивой точке.
- {\displaystyle a=0.1}: Крутится с периодом 2.
- {\displaystyle a=0.2}: Хаос  (стандартный параметр уравнений Рёсслера) .
- {\displaystyle a=0.3}: Хаотичный аттрактор.
- {\displaystyle a=0.35}: Аналогичен предыдущему, но хаос проявляется сильнее.
- {\displaystyle a=0.38}: Аналогичен предыдущему, но хаос проявляется ещё сильнее.

#### Изменение параметра b

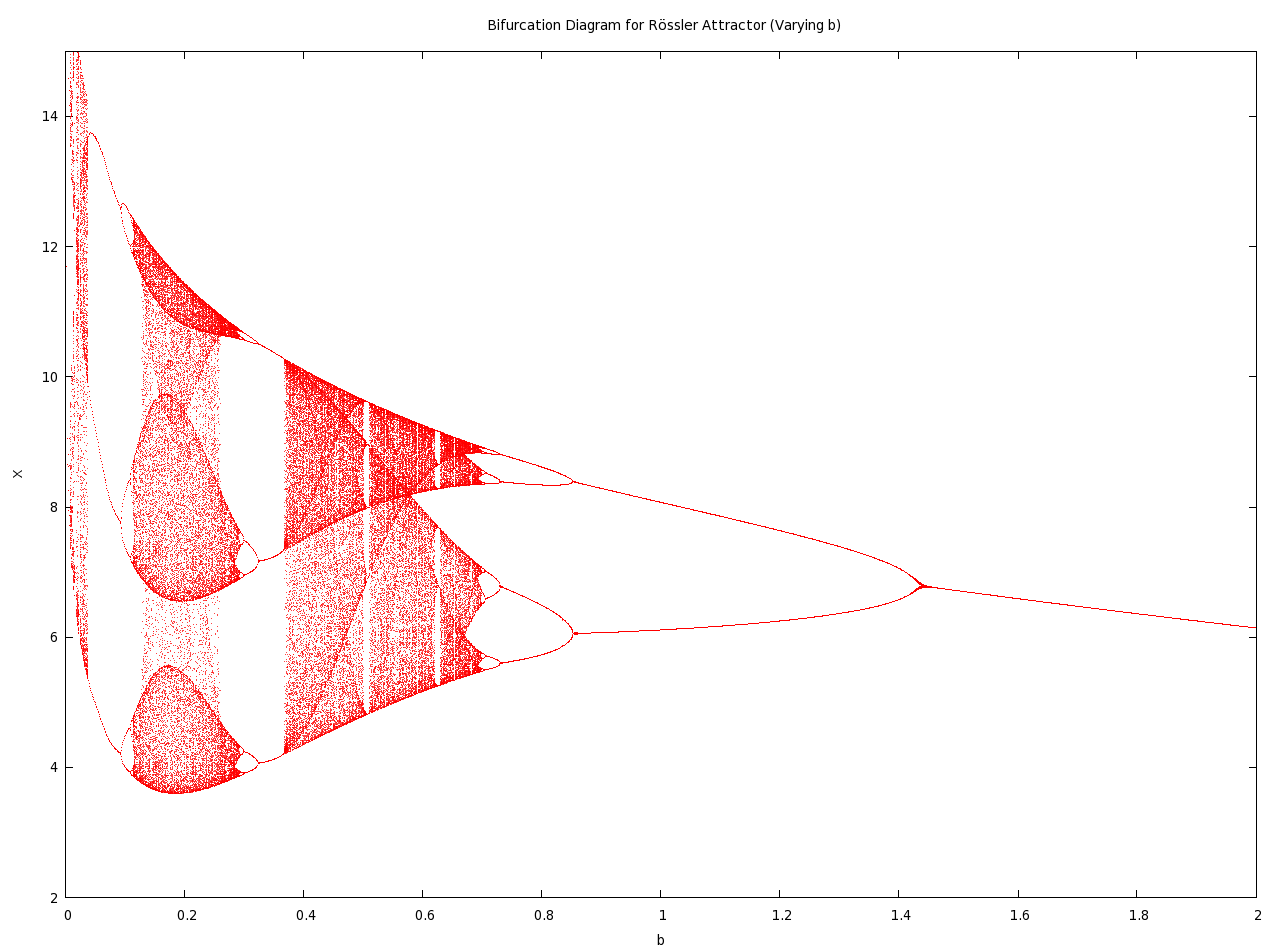
Бифуркационная диаграмма для системы Рёсслера для меняющегося

Зафиксируем {\displaystyle a=0.2}, {\displaystyle c=5.7} и будем менять теперь параметр {\displaystyle b}. Как видно из рисунка, при {\displaystyle b} стремящемся к нулю аттрактор неустойчив. Когда {\displaystyle b} станет больше {\displaystyle a} и {\displaystyle c}, система уравновесится и перейдёт в стационарное состояние.

#### Изменение параметра c

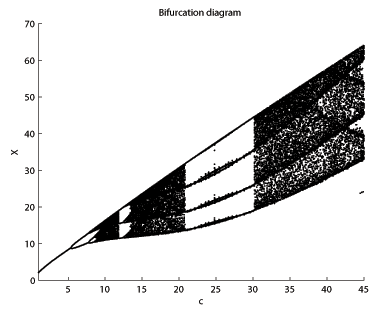
Бифуркационная диаграмма для системы Рёсслера для меняющегося

Зафиксируем {\displaystyle a=b=0.1} и будем изменять {\displaystyle c}. Из бифуркационной диаграммы видно, что при маленьких {\displaystyle c} система периодична, но при увеличении быстро становится хаотичной. Рисунки показывают, как именно меняется хаотичность системы при увеличении {\displaystyle c}. Например при {\displaystyle c} = 4 аттрактор будет иметь период равный единице, и на диаграмме будет одна единственная линия, то же самое повторится когда {\displaystyle c} = 3 и так далее; пока {\displaystyle c} не станет больше 12: последнее периодичное поведение характеризуется именно этим значением, дальше повсюду идёт хаос.
Приведём иллюстрации поведения аттрактора в указанном диапазоне значений {\displaystyle c}, которые иллюстрируют общее поведение таких систем — частые переходы от периодичности к динамическому хаосу.